# Bela Lugosi
Béla Ferenc Dezső Blaskó (20 tháng 10 năm 1882 - 16 tháng 8 năm 1956), được biết đến nhiều hơn với nghệ danh Bela Lugosi, là một diễn viên người Hungary nổi tiếng với vai Bá tước Dracula trong bộ phim ban đầu năm 1931 và với các vai diễn khác trong nhiều phim kinh dị.
Ông đã đóng nhiều vai nhỏ trên sân khấu tại Hungary trước khi thực hiện bộ phim đầu tiên của mình vào năm 1917, nhưng đã phải rời khỏi đất nước của mình sau cuộc cách mạng không thành công tại Hungary năm 1919. Ông đóng vai trong một số bộ phim ở Cộng hòa Weimar trước khi đến Hoa Kỳ với tư cách thủy thủ trên một tàu buôn.
Năm 1927, ông xuất hiện như là Bá tước Dracula trong chương trình chuyển thể sân khấu của Broadway từ cuốn tiểu thuyết của Bram Stoker. Sau đó ông vào vai Dracula trong bộ phim kinh điển năm 1931 Dracula do Universal Pictures sản xuất. Trong suốt những năm 1930, ông đóng các vai quan trọng trong các bộ phim kinh dị nổi tiếng với bối cảnh Đông Âu, nhưng giọng Hungary của ông đã hạn chế khả năng diễn xuất, và ông đã cố gắng để tránh bị đóng chết một loại vai, nhưng không thành công.